# 阿纳·雅各布森
阿纳·埃米爾·雅各布森（丹麥語：Arne Emil Jacobsen ，1902年2月11日—1971年3月24日），丹麦建筑师、设计师，丹麦现代主义20世纪的代表人。除了建筑他还设计了一些列独特的椅子等家具，被认为是丹麦20世纪最重要的国际建筑师和设计师。他的设计遵循了功能主义风格。

## 教育背景

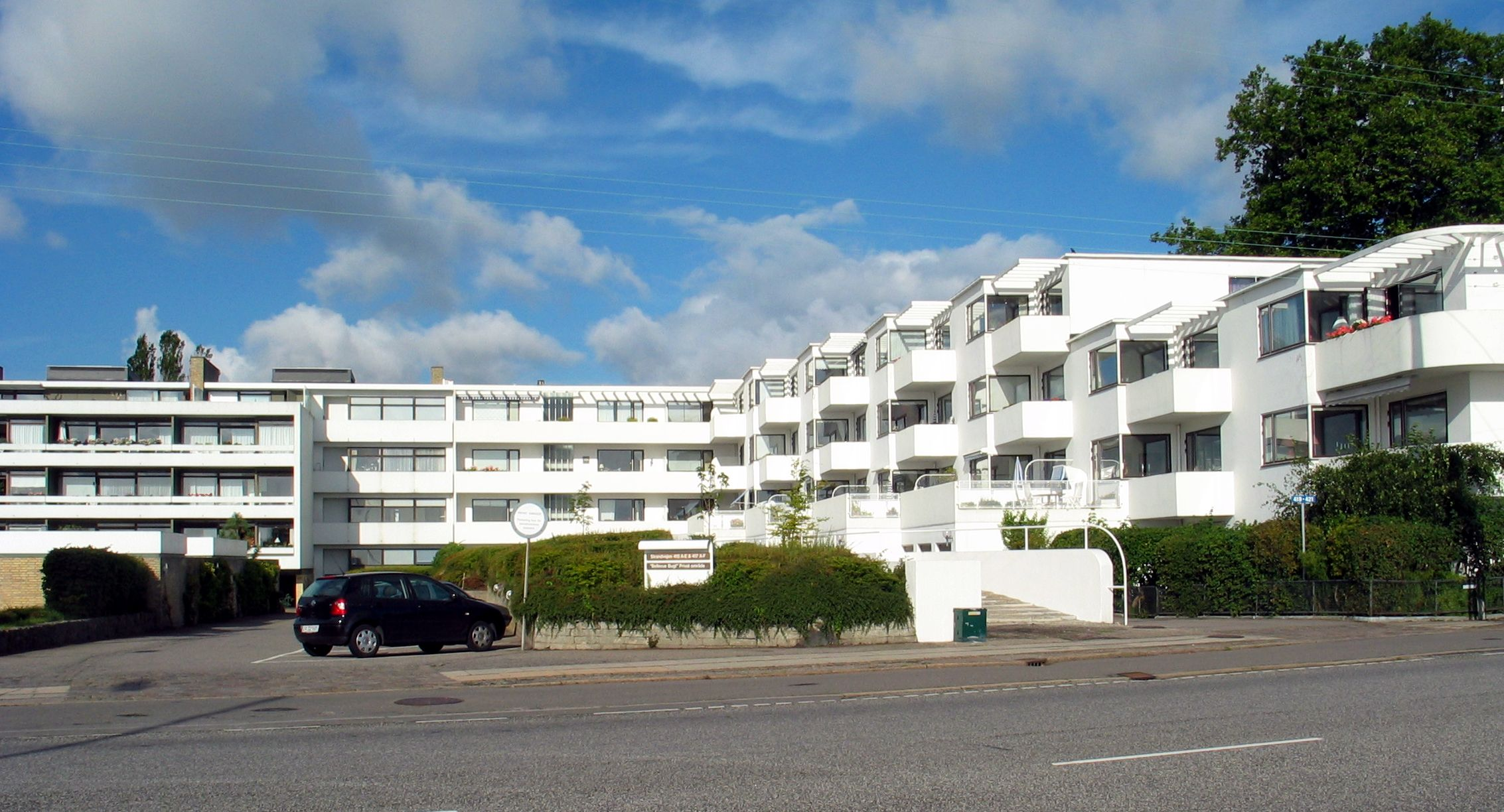
Bellavista公寓，Klampenborg

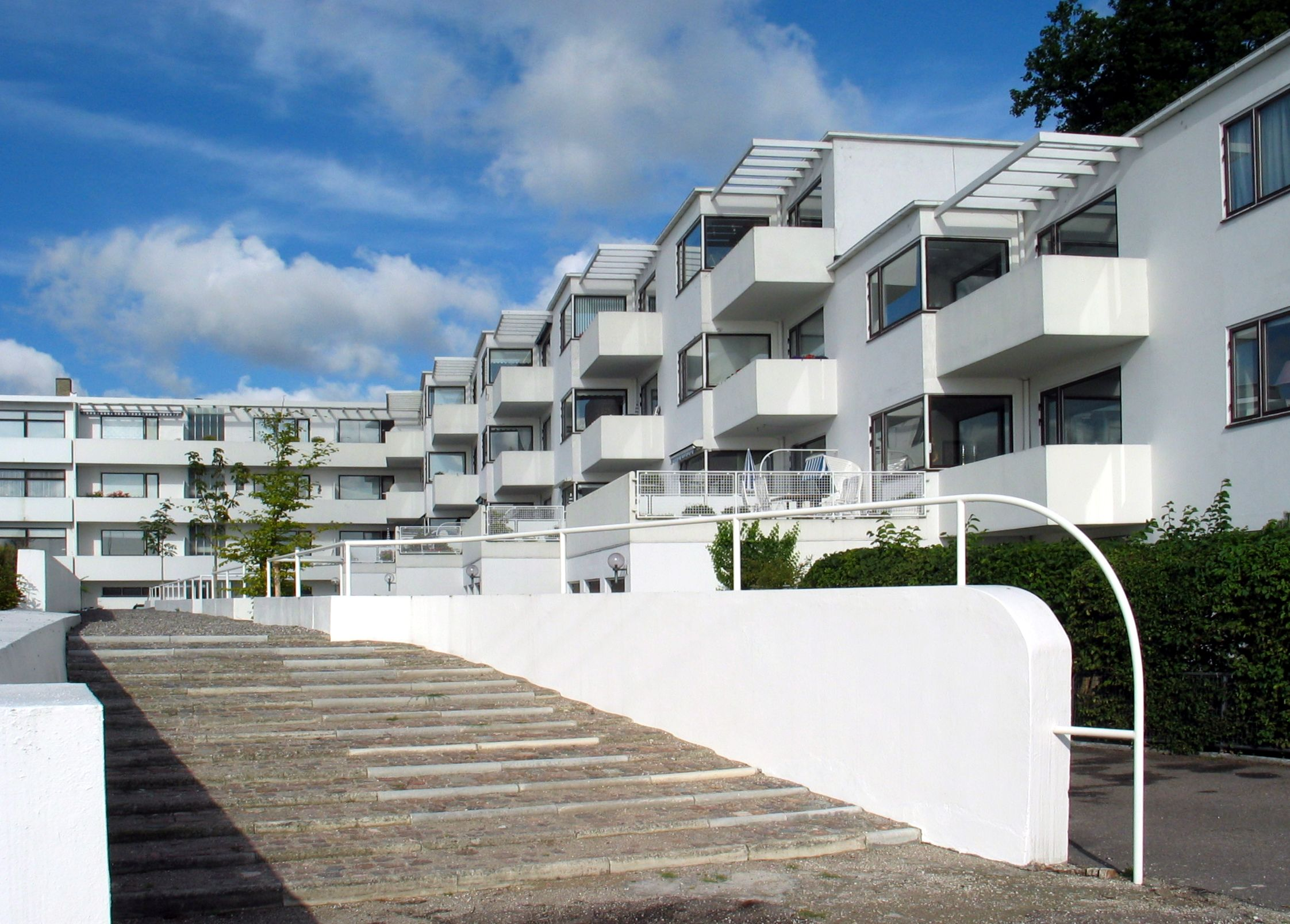
Bellavista公寓，Klampenborg

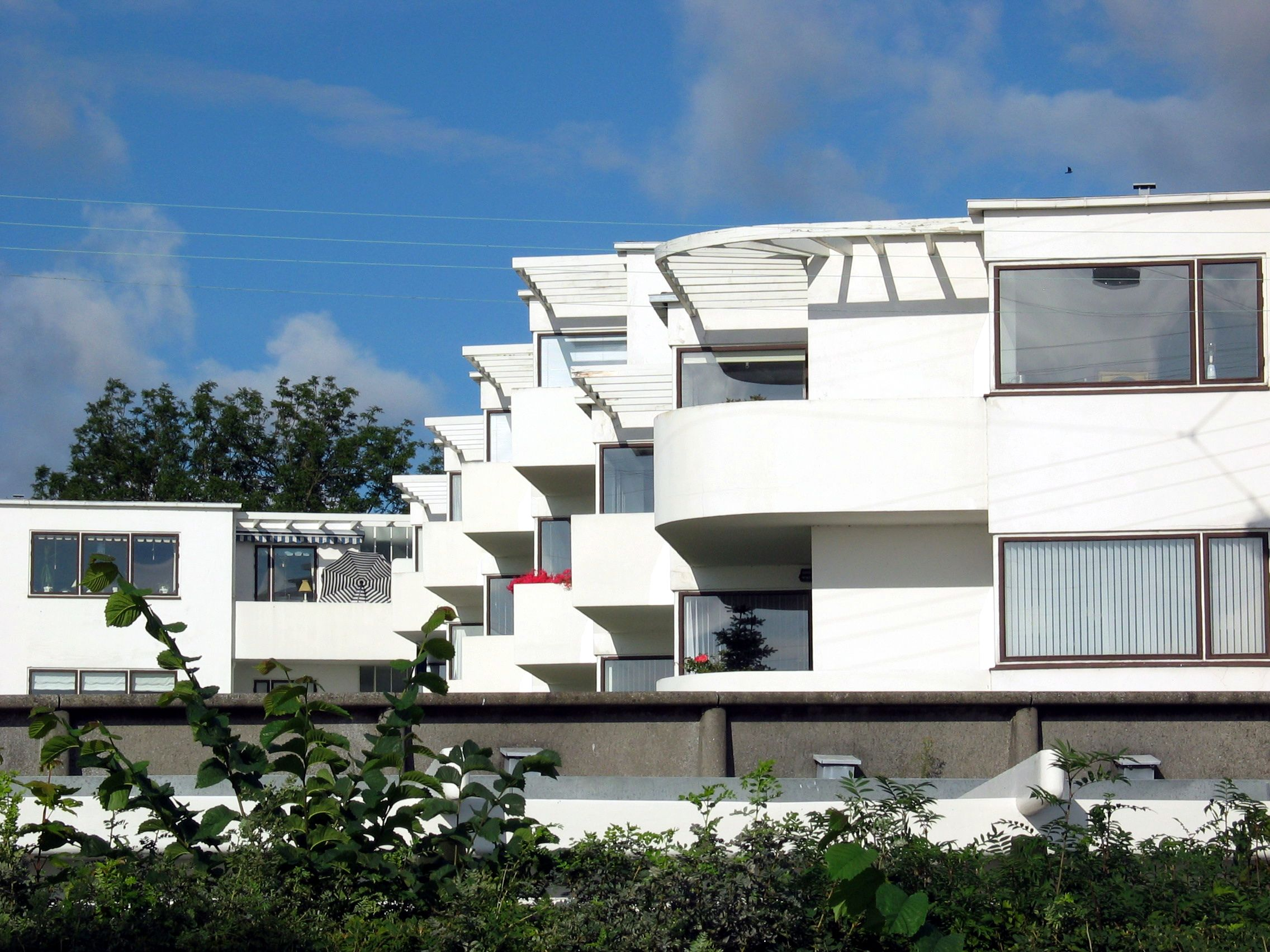
Bellavista公寓，Klampenborg

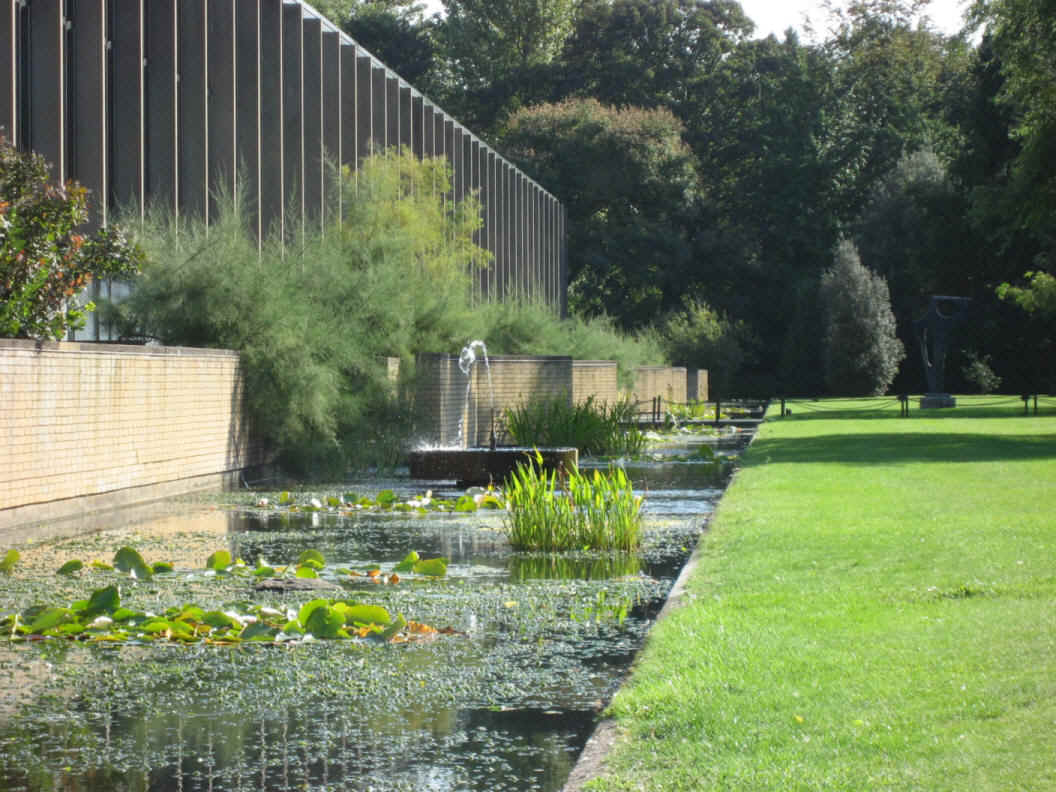
牛津大学圣凯瑟琳学院-view from west.

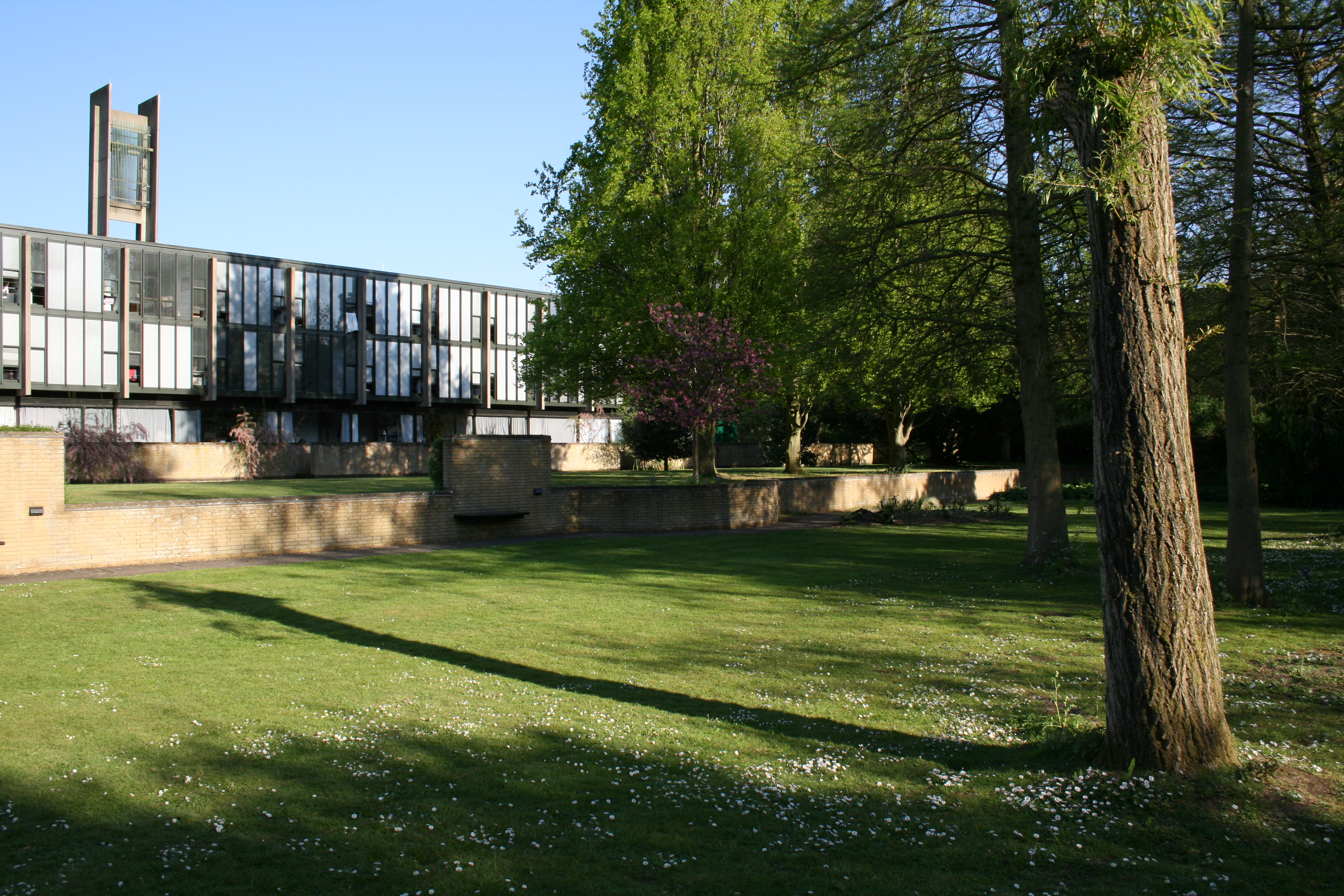
牛津大学圣凯瑟琳学院-undergraduate rooms and bell-tower-view from east.

雅各布森是哥本哈根丹麦皇家美术学院的学生，1927年取得执业资格。

## 家居设计
雅各布森的许多家居设计都成了经典，包括
- 蚂蚁椅（1952）
- 7系列（1955）
- 天鹅椅（1958）
- 蛋椅（1958）
- 鍋椅（1959）
- 长颈鹿椅（1959）

其中天鹅椅和蛋椅都是特别为哥本哈根麗笙精選皇家酒店设计的。
雅各布森最出名的设计也许是Model 3107 chair（1955），也叫做'7号'椅。据说该椅总共售出了5百万把，相当于丹麦全国人口每人一把。

## 建筑设计

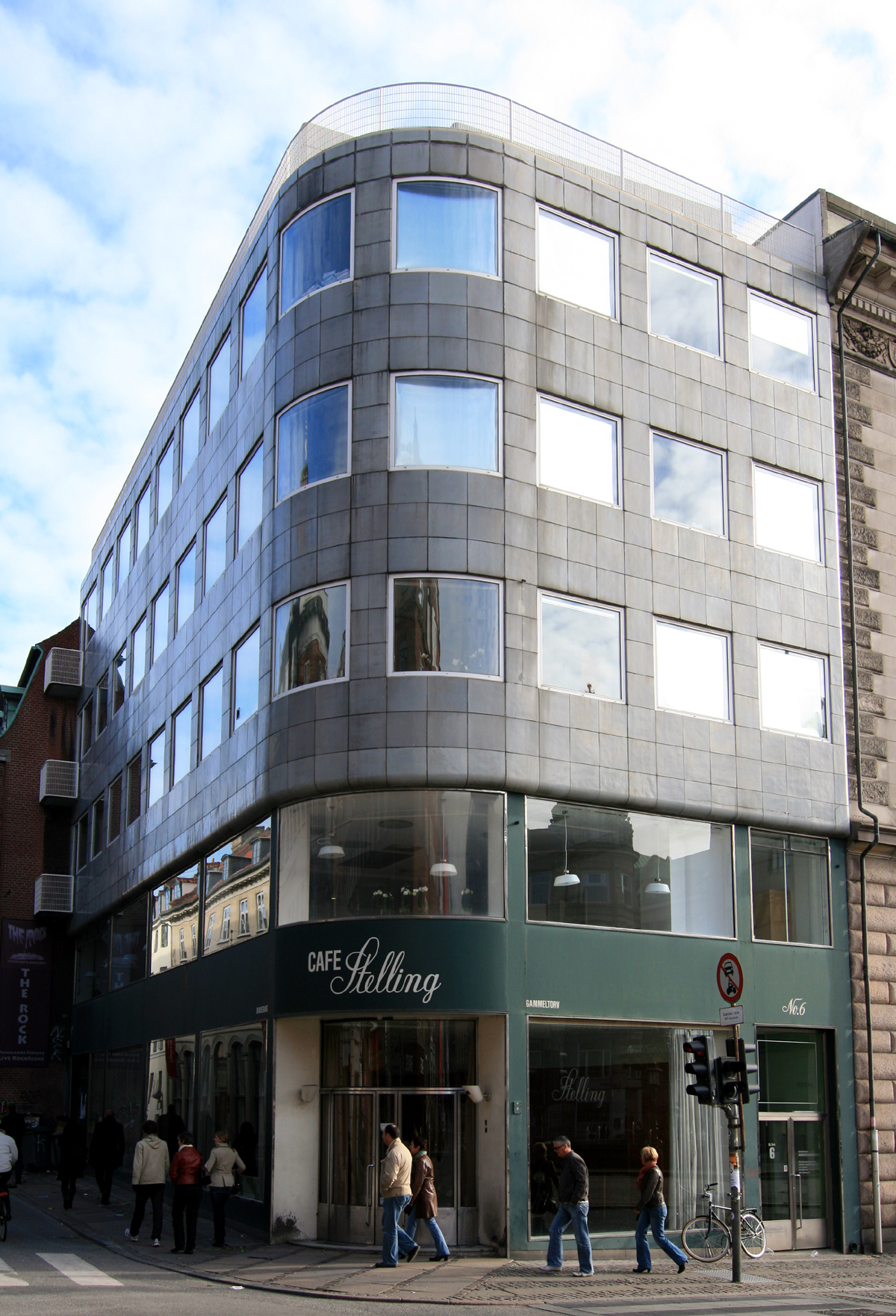
Stelling House，哥本哈根

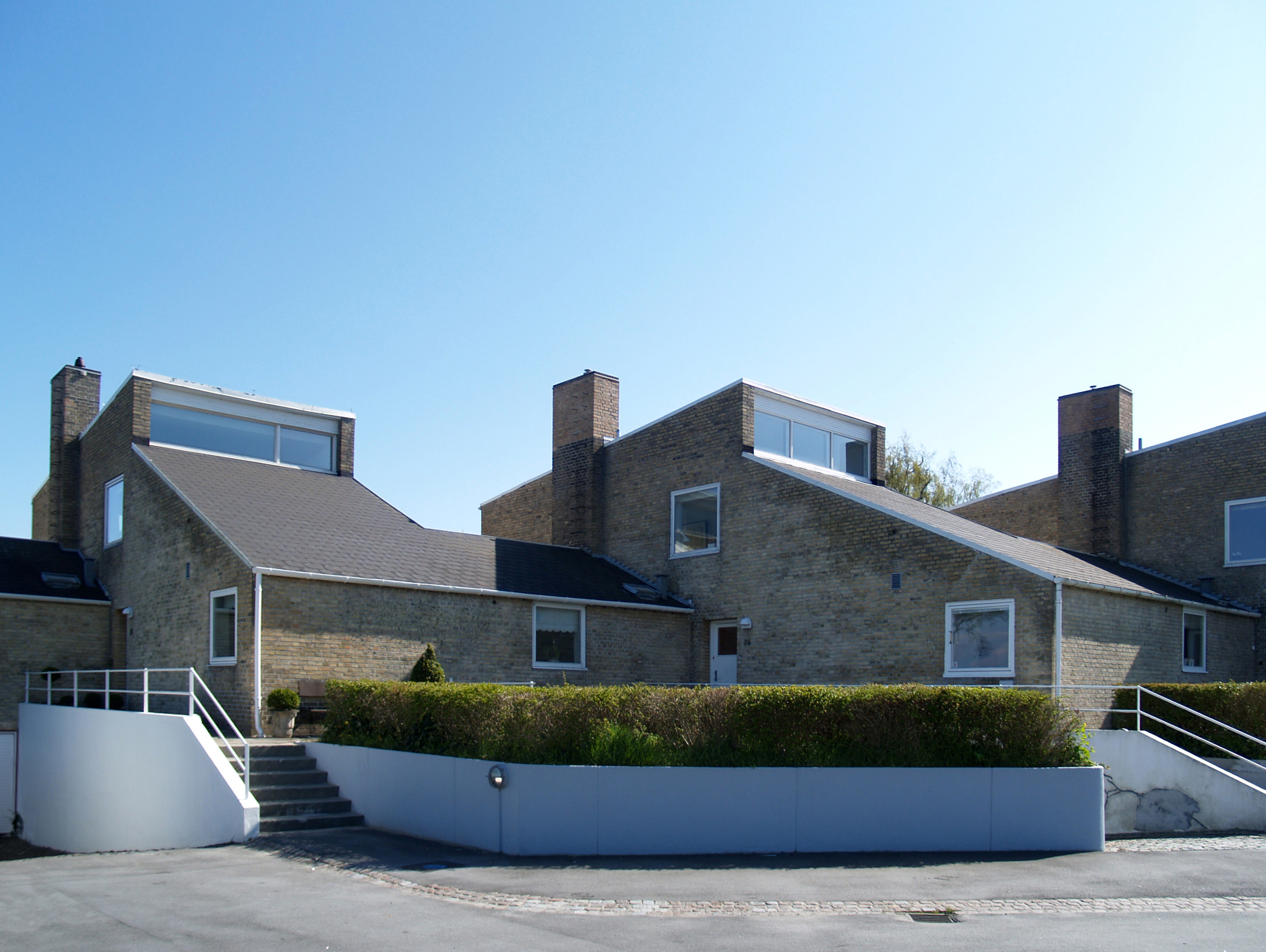
Søholm I settlement, Klampenborg

- 貝爾維尤海灘, Klampenborg, DK (1933-34)
- Bellavista apartments, Strandvejen 419-451, Klampenborg, DK (1933-34)
- 貝爾維尤劇場 and restaurant, Klampenborg (1935-36)
- Skovshoved加油站, Skovshoved, DK (1936)
- Stelling House, Gammeltorv 6，哥本哈根(1937-38)
- Søllerød市政厅，丹麦Søllerød，哥本哈根(1938-42)
- 奧胡斯市政廳 (with Erik Møller)，奥胡斯(1939-42)
- Søholm I and II settlements, Klampenborg (1946-51)
- Søholm市政厅，丹麦Klampenborg (1950-54) [1]
- Rødovre市政厅，丹麦Rødovre, DK (1956-57)
- Glostrup市政厅，丹麦Glostrup, DK (1958)
- Munkegård学校，哥本哈根 (1955-59)
- 哥本哈根麗笙精選皇家酒店，哥本哈根 (1958-60)
- Toms巧克力工厂，丹麦Ballerup, DK (1961)
- 丹麦国家银行，哥本哈根 (1965-70)
- Landskrona Sports-Hall，瑞典Landskrona, Sweden (1965)
- 圣凯瑟琳学院，英国牛津 (1964-66)
- 美因茨市政厅，德国Mainz, Germany (1966-73)
- Christianeum学校，德国汉堡(1970-71)
- HEW Vattenfall Europe，德国汉堡(1970)
- 皇家丹麦使馆，英国伦敦(1976-77)[2]

## 作品集锦

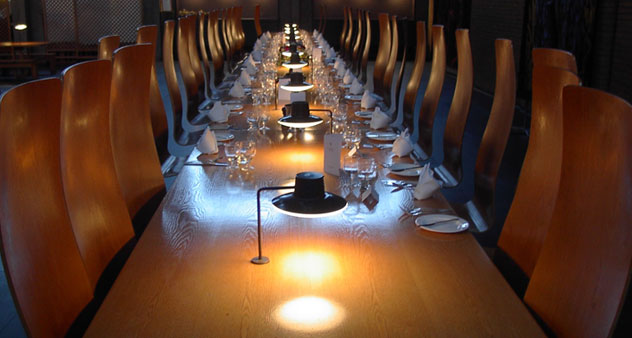
牛津大学圣凯瑟琳学院Bespoke家具及灯光
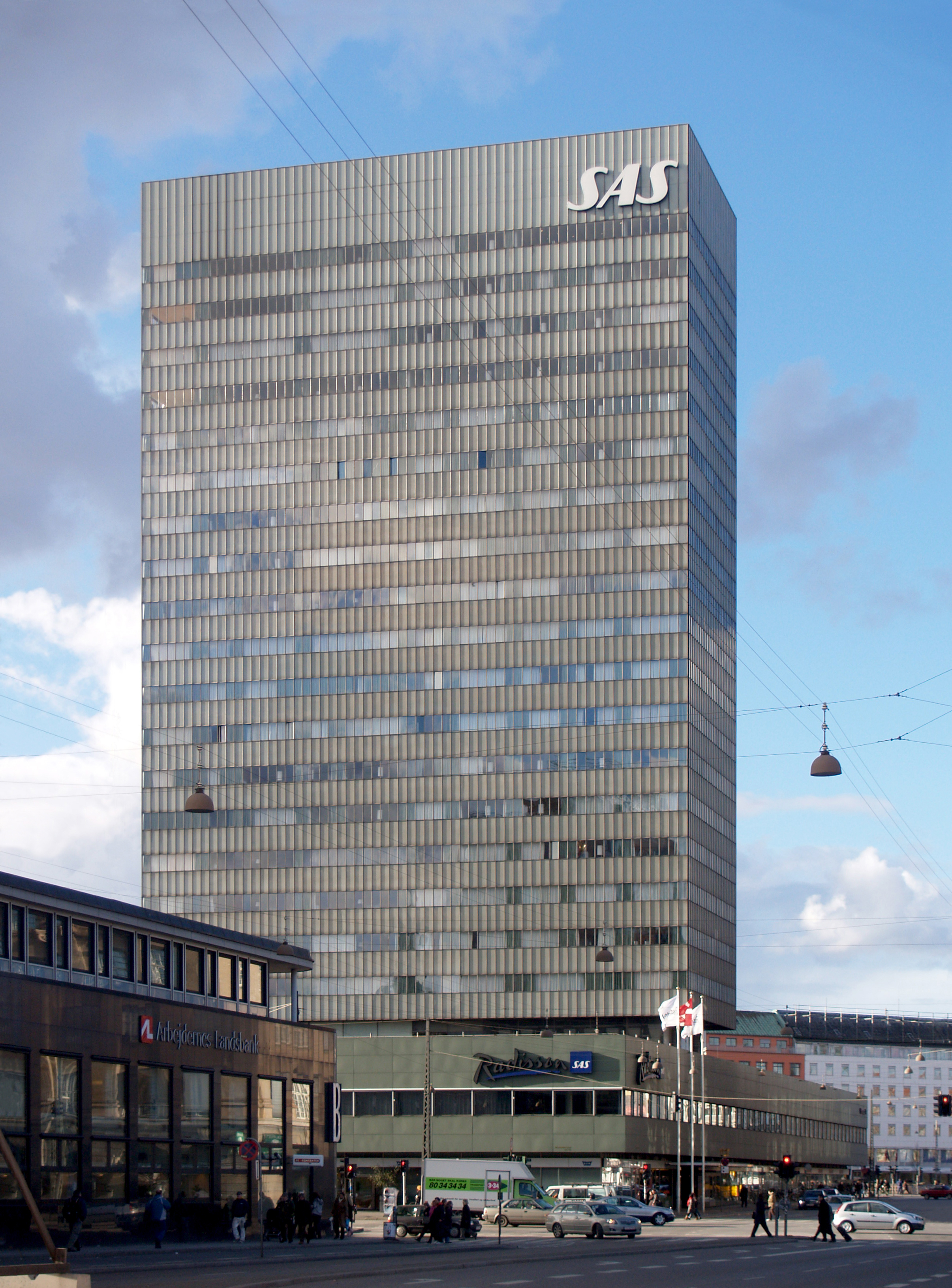
哥本哈根麗笙精選皇家酒店，哥本哈根
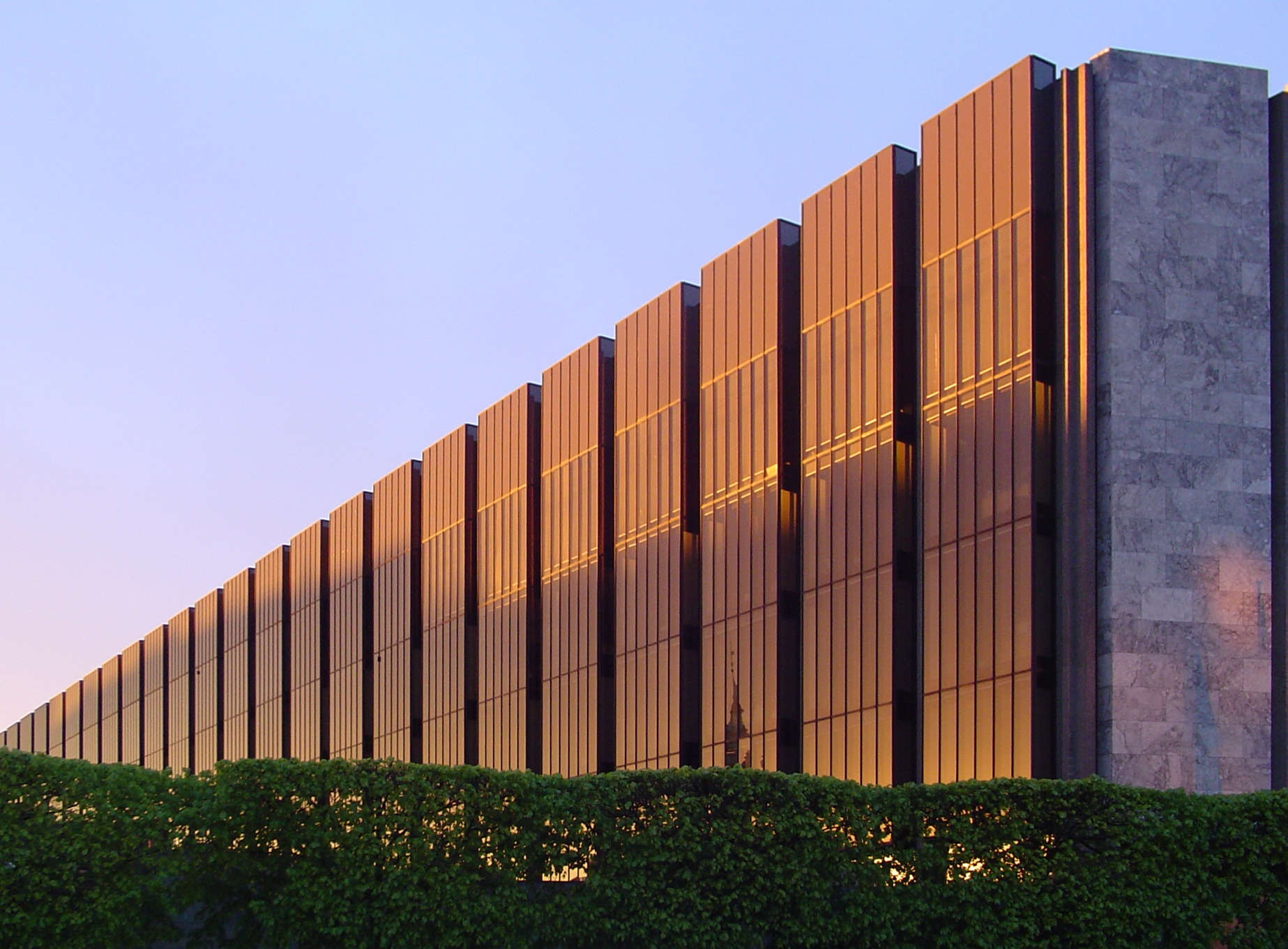
丹麦国家银行，哥本哈根
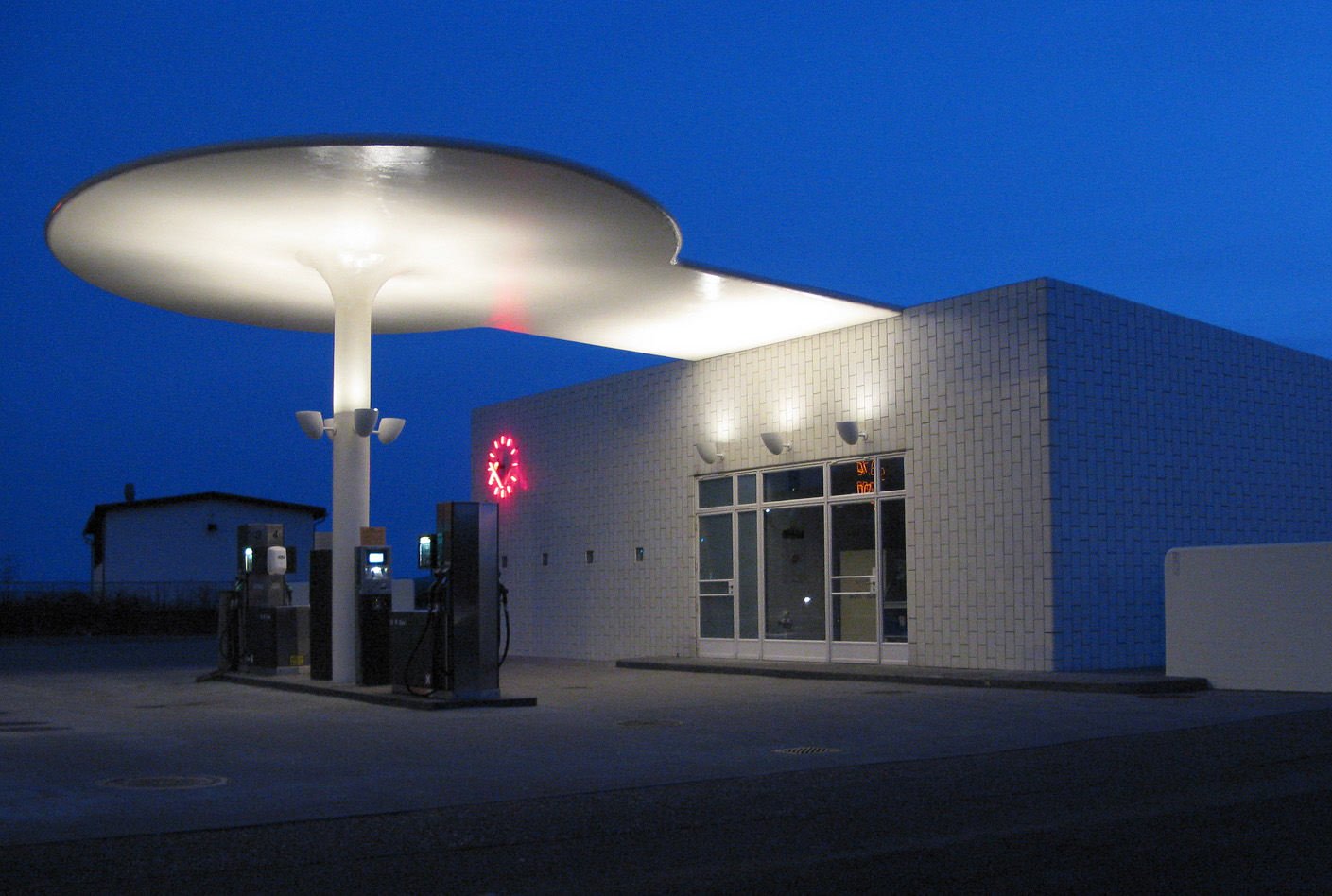
Texaco 加油站Skovshoved，1936.
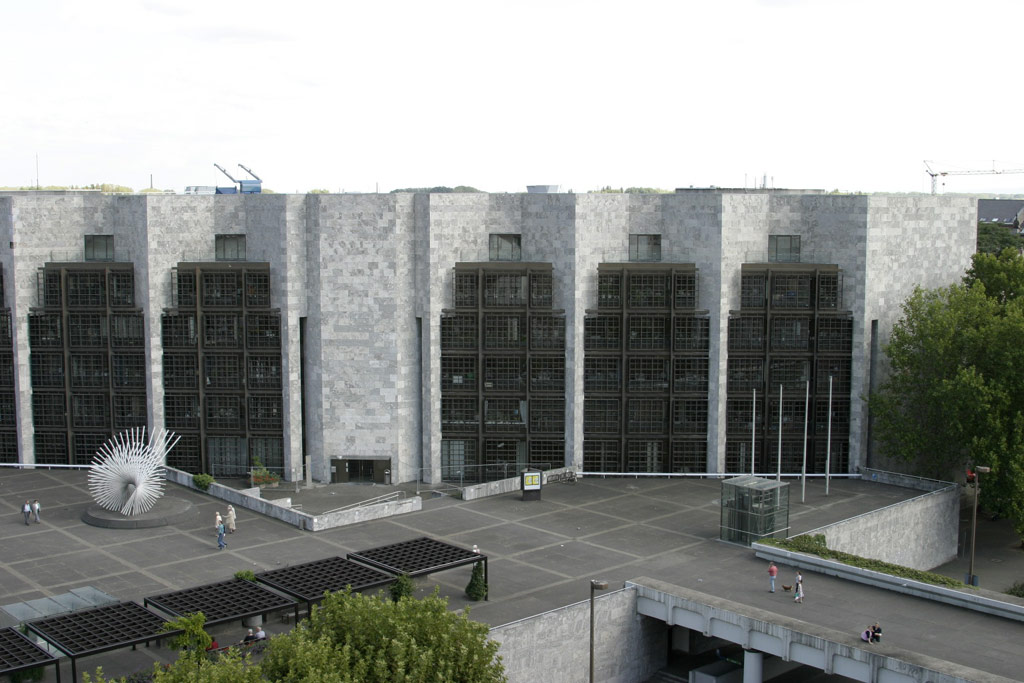
美因茨市政厅
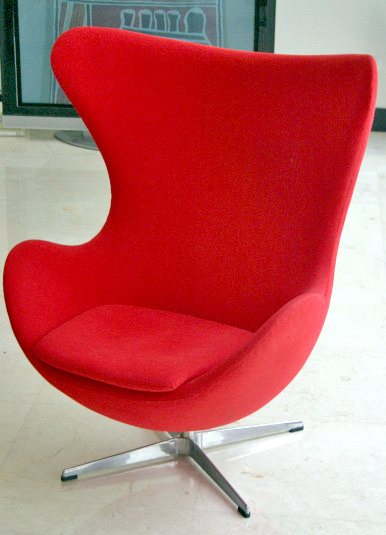
蛋椅，为哥本哈根麗笙精選皇家酒店设计，1958